# Dratwa

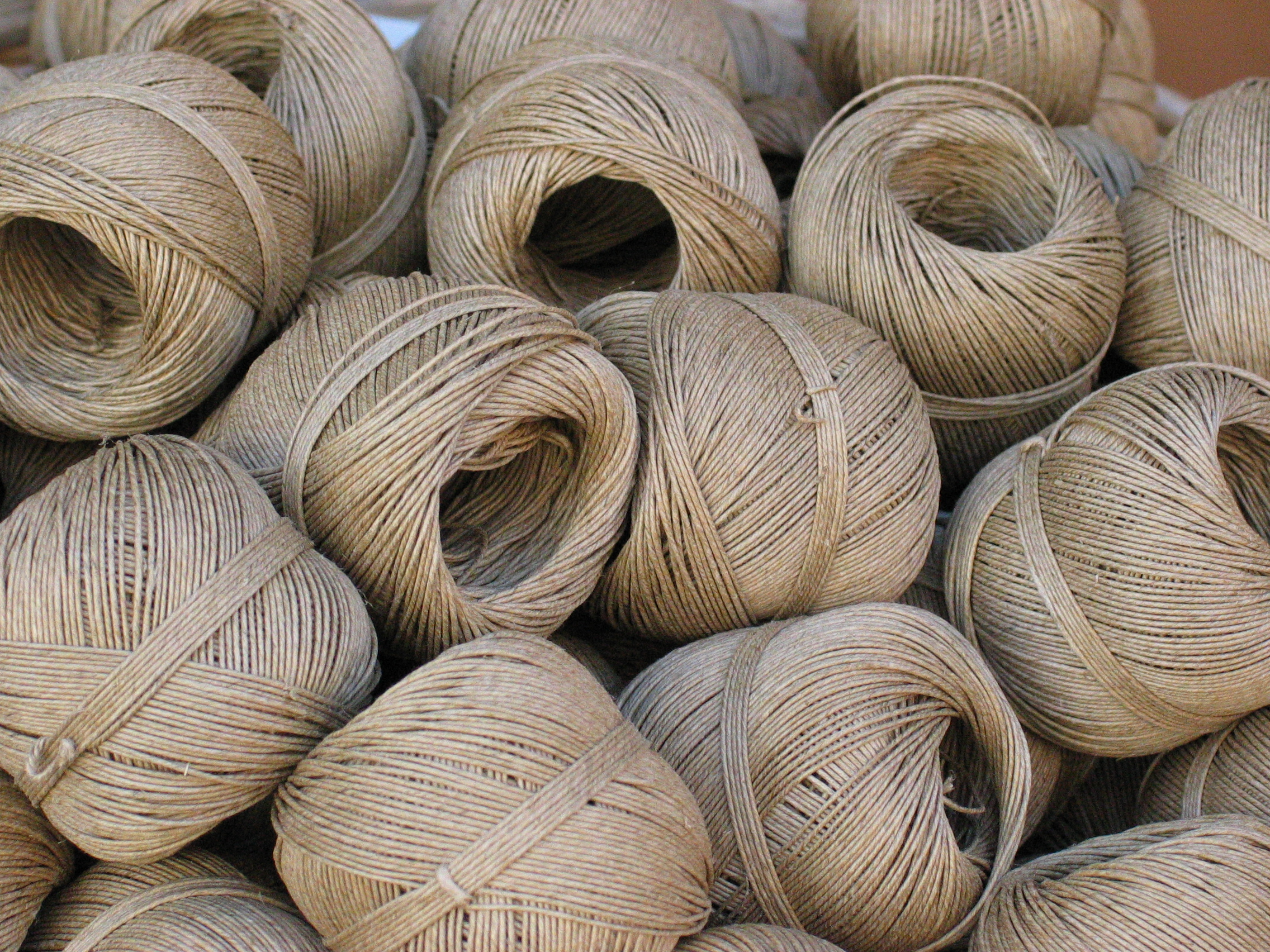
Motki dratwy

Dratwa – gruba, mocna nić konopna lub lniana, nasycona smołą lub woskiem, używana do szycia skór i innych twardych materiałów przez szewców i rymarzy.